# Джон Бартоу
Джон-Дейвид Френсис Бартоу (на английски: John-David Francis Bartoe) е американски учен и астронавт на НАСА, участник в един космически полет.

## Образование
Джон Бартоу получава бакалавърска степен по физика от Lehigh University през 1966 г. През 1974 г. става магистър по физика в Университета Джордтаун, Вашингтон, Федерален окръг Колумбия. През 1976 г. защитава докторат по философия в същото висше учебно заведение.

## Служба в НАСА
Джон Бартоу е избран за астронавт от НАСА на 9 август 1978 г., Група Spacelab-2. През август 1985 г. е реизбран в Група Sunlab. Той е взел участие в един космически полет.

### Полети
| Космически полет на Джон-Дейвид Френсис Бартоу          | Космически полет на Джон-Дейвид Френсис Бартоу | Космически полет на Джон-Дейвид Френсис Бартоу | Космически полет на Джон-Дейвид Френсис Бартоу | Космически полет на Джон-Дейвид Френсис Бартоу | Космически полет на Джон-Дейвид Френсис Бартоу | Космически полет на Джон-Дейвид Френсис Бартоу |
| №                                                       | Дата                                           | КК                                             | Емблема на мисията                             | Функции                                        | Продължителност                                |                                                |
| ------------------------------------------------------- | ---------------------------------------------- | ---------------------------------------------- | ---------------------------------------------- | ---------------------------------------------- | ---------------------------------------------- | ---------------------------------------------- |
| 1                                                       | 29 юли 1985                                    | „Чалънджър“, мисия STS-51F                     |                                                | Специалист по полезния товар                   | 7 дни 22 часа 45 мин. 26 сек.                  |                                                |
| Сумарно време в космоса – 7 дни 22 часа 45 мин. 26 сек. |                                                |                                                |                                                |                                                |                                                |                                                |